# Tandimplantaat

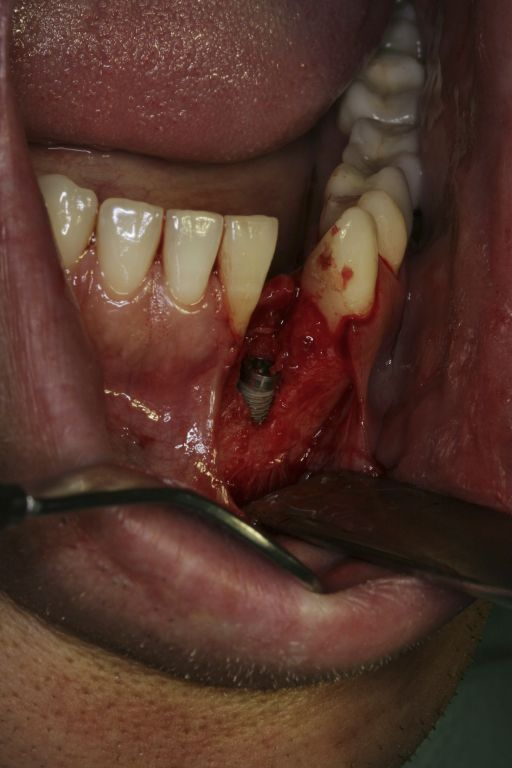
Aanbrengen van implantaat

Een tandimplantaat is een kunstmatige vervanging van een tandwortel.
Op de plaats waar een tand getrokken is, kan men meestal ter vervanging een implantaat met kroon plaatsen. Dit is meestal een schroefvormige titaniumstructuur, al dan niet bedekt met een speciale coating. Elk merk implantaat heeft zijn specifieke vorm van implanteren.

## Soorten implantaten
In de begintijd van de tandheelkundige implantaten werden vooral zogenaamde bladimplantaten en transmandibulaire implantaten toegepast. Het implantaatlichaam van zo'n bladimplantaat is een plat vlak. De transmandibulaire implantaten gaan geheel door de kaak heen (onderkaak).
Het verwijderen van dit soort implantaten is zeer ingewikkeld.
Tegenwoordig worden vooral de zogenaamde schroefimplantaten gebruikt. Het was het schroefimplantaat van de Zweedse professor Brånemark dat dit type implantaat zo populair maakte, mede vanwege de goede klinische resultaten en het gemak van het plaatsen van dit implantaat. De grootste vooruitgang in de implantologie was echter niet zozeer de vorm van het implantaat maar de coating van het deel dat met het bot in contact komt. Het grote probleem is namelijk de aangroei en ingroei van bot aan het implantaat.
Tegenwoordig wordt er ook onderscheid gemaakt tussen de zogenaamde éénfase- en tweefasen-implantaten. Het verschil zit in de behandelfasen:
- Bij het éénfase-implantaat wordt het implantaat in één behandeling geplaatst en bestaat dit uit een deel dat in het bot verankerd wordt en een deel dat boven het tandvlees uitsteekt. Deze twee delen vormen één geheel en na een bepaalde periode wordt op het uitstekende deel een kroon gemaakt.
- Bij het tweefasen-implantaat wordt in de eerste fase het implantaatdeel in het bot geplaatst en vervolgens weer met tandvlees bedekt. Een aantal maanden later, als het implantaat ingegroeid is in het bot, volgt de tweede fase waarbij op het ingegroeide implantaat een zogenoemd (healing) abutment geplaatst wordt. Na een aantal weken wordt op het abutment de kroon vervaardigd.

### Speciaal gemaakt

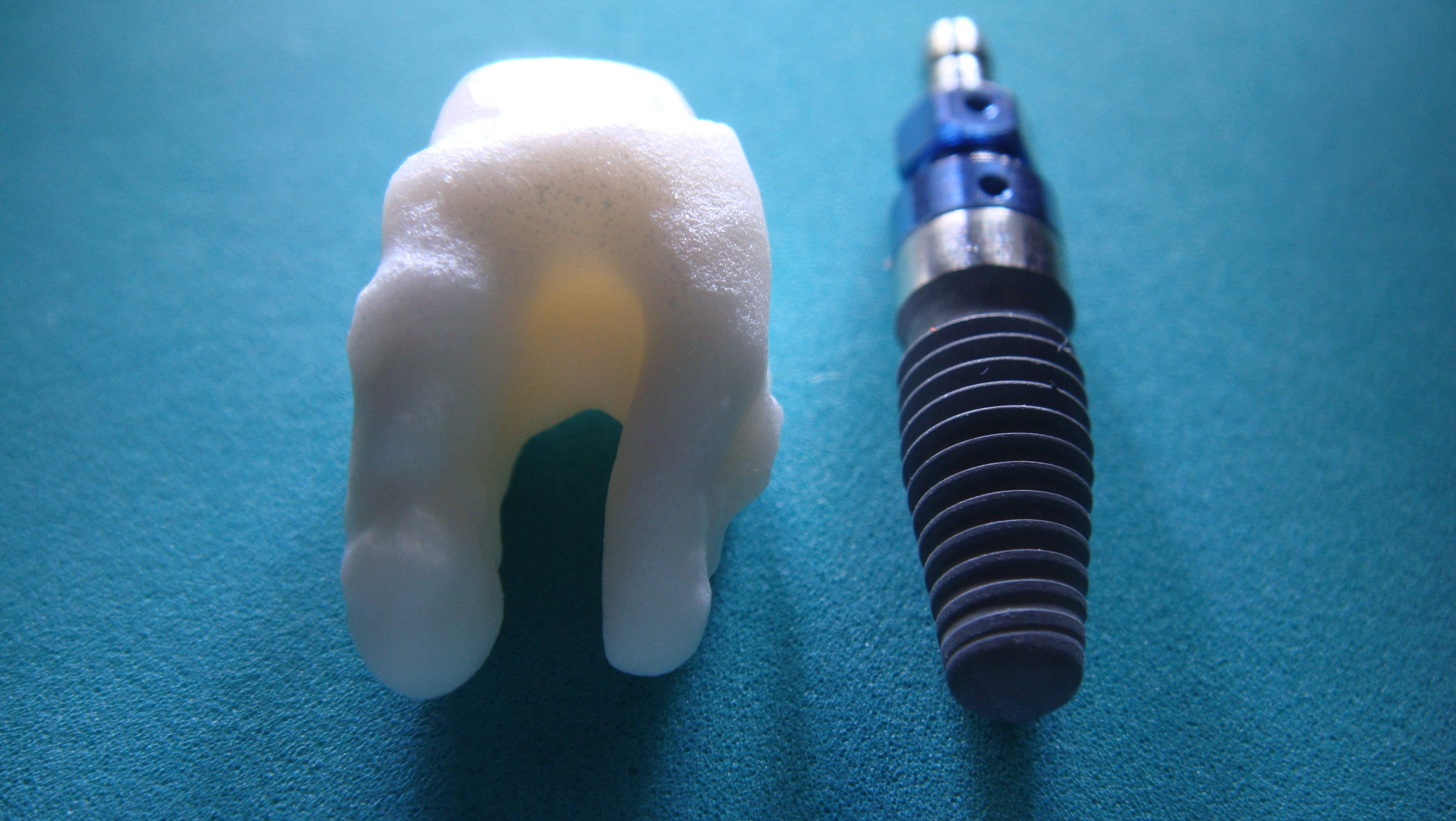
Een wortel-analoog tandimplantaat in vergelijking met conventioneel implantaat

Een wortel-analoog tandimplantaat is een medisch hulpmiddel om één of meer wortels van een enkele tand onmiddellijk na extractie te vervangen. Wortel-analoge tandimplantaten worden op maat gemaakt om overeen te komen met de persoon, waardoor extra chirurgie op hard of zacht weefsel wordt geëlimineerd. Omdat het wortel-analoog tandimplantaat overeenkomt met de tandkas, kan dit alleen in combinatie met de tandextractie worden geplaatst. Als de tand al is verloren en het zachte en harde weefsel al is genezen, kan een wortel-analoog tandimplantaat niet meer worden geplaatst.
Er zijn geen specifieke verschillen tussen de osseointegratie van een wortel-analoog tandimplantaat en een conventioneel schroef-type implantaat.
Een wortel-analoog tandimplantaat wordt meestal vervaardigd uit zirkonium(IV)oxide, hoewel ook titanium kan worden gebruikt. Zirkonium(IV)oxide is gedoopt met kleine hoeveelheden yttriumoxide, wat resulteert in een materiaal met verbeterde thermische, mechanische en elektrische eigenschappen en verbeterde breuktaaiheid.

## Implantaatmerken
In de loop der tijd zijn er verschillende soorten - en ook merken - implantaten ontstaan. Hoewel men tegenwoordig vooral schroefimplantaten gebruikt is er een wildgroei aan implantaatfabrikanten ontstaan. Het is er nooit van gekomen een normering voor implantaatonderdelen te maken, waardoor schroefjes, moertjes, schroevendraaiers per merk en ook nog eens per type van hetzelfde merk kunnen verschillen.
Het nadeel hiervan is dat als na jaren functioneren een onderdeel van het implantaat het begeeft, de vervanging van dit onderdeel weleens moeilijk of onmogelijk zou kunnen zijn doordat het onderdeel niet meer verkrijgbaar is.
In de orthodontie worden soms mini-implantaten gebruikt die zijn geplaatst in het bot. Deze implantaten vormen ankers om krachten uit te oefenen om zo tanden te doen verplaatsen in de gewenste richting.